# Ikarus 415T
Az Ikarus 415T az Ikarus elővárosi-városi normálpadlós szóló trolibusza. Az Ikarus 415 troli változata; fő üzemeltetője a bukaresti RATB.

## Története
A 415T prototípusát 1992-ben állították össze. A következő években több városban kiállították, egy ideig Budapesten, Debrecenben, Pozsonyban, Moszkvában teljesített szolgálatot, majd 1999-ben Tallinnba került, ahol 2007-ig közlekedett.
A 415T fejlesztésének egyik célja az volt, hogy lecseréljék a kiöregedő budapesti ZiU–9-eseket, ám ezeket a reményeket nem váltotta be. Romániában viszont sikeres lett: a sorozatgyártásban legyártott 203 darabból 200 Bukarestbe, 3 Galațiba került. 2013-ban Bukarestben 195 darab 415T volt szolgálatban, ez a város trolibusz flottájának kétharmadát tette ki. 2020-ban még körülbelül 140 darab közlekedett.
Az egyik Magyarországra visszakerült 415T-t átépítették, dízelmotort kapott. Ennek során az erőforrás nagyobb helyigénye miatt a hátsó ajtó bal szárnyát megszüntették. Érdekesség, hogy a jármű elején a típusjelzésben meghagyták a T betűt. Dunaújvárosban, majd Tatabányán közlekedett.

## Altípusok
Ikarus 415.80 - Bukarest és Galați számára készült példányok.
Ikarus 415.83 - Oroszországi bemutató példány.
Ikarus 415.T1 - Magyarországi bemutató példány.

## Leírása
Külső és belső kialakításában ugyanolyan, mint az Ikarus 415 második sorozata, azzal az egyetlen különbséggel, hogy a hátsó ajtó normál méretű. 106 utast képes szállítani, ebből 26 ülőhely. A trolikon FOK-Gyem utastájékoztató rendszer van.

### Műszaki adatai
| Hosszúság:          | 11 500 mm                          |
| Szélesség:          | 2500 mm                            |
| Magasság:           | 3300 mm (csáp nélkül)              |
| Tengelytáv:         | 5570 mm                            |
| Mellső kinyúlás     | 2690 mm                            |
| Hátsó kinyúlás      | 3240 mm                            |
| Maximum terhelés:   | 6900 kg                            |
| Max. össztömeg:     | 18 200 kg                          |
| Utasok száma:       | 106 fő                             |
| Motor:              | UMEB TN96, 150 kW                  |
| Maximális sebesség: | 60 km/h (szoftveresen korlátozott) |